# Liomatic Umbertide
Le PF Umbertide est un club italien féminin de basket-ball appartenant à la LegA Basket Femminile, soit le plus haut niveau du championnat italien. Le club est basé dans la ville d'Umbertide, dans la province de Pérouse en Ombrie.

## Historique
Anciens noms :
- Basket Club Fratta Umbertide (avant 2008)

## Palmarès
- Vainqueur de la Coupe d'Italie : 2007, 2009

Classement :
- 2006 : 7e (série A2)
- 2007 : 1er (série A2)
- 2008 : 4e (série A2 ?)
- 2009 : 10e (série A1)
- 2010 : 8e (série A1)
- 2011 : 4e (série A1)
- 2012 : 5e (série A1)

Palmarès :
- Champion série A2 Group B (2007) ?
- Finaliste série A2 Group B (2007) ?
- Finaliste Coupe d'Italie (2011)
- Demi-finaliste Championnat A1 (2011)
- Demi-finaliste Coupe d'Italie (2012)
- Finaliste Supercoup Italie -12

## Effectif 2012-2013
| Numéro | Nom                 | Née le          | Taille | Nationalité        | Poste         |
| 4      | Elisa Buccianti     | 1986            | 1,74 m | Italie             | Meneuse       |
|        | Caterina Dotto      | 1993            |        | Italie             | Arrière       |
| 5      | Gaia Gorini         | 1992            | 1,78 m | Italie             | Meneuse       |
| 6      | Sabrina Cinili      | 1989            | 1,90 m | Italie             | Ailière       |
| 7      | Francesca Modica    | 1981            | 1,75 m | Italie             | Arrière       |
| 8      | Federica Tognalini  | 1991            | 1,83 m | Italie             | Ailière       |
| 9      | Veronica Dello'Olio | 1993            | 1,84 m | Italie             | Ailière forte |
| 15     | Naomi Halman        | 1986            | 1,91 m | Pays-Bas           | Pivot         |
| 20     | Courney Willis      | 1982            | 1,88 m | États-Unis         | Ailière forte |
| 24     | D'Andra Moss        | 1988            | 1,78 m | États-Unis         | Arrière       |
| 25     | Kateřina Zohnová    | 7 novembre 1984 | 1,81 m | République tchèque | Ailière       |

Entraîneur :  Italie  Lorenzo Serventi
Assistant :
Au club en 2011-2012 : Francesca Zara, Nicole Ohlde (IMOS Brno - CZE-ZBL), Núria Martínez (Kayseri Kaski- TUR-TKBL), Enrica Pavia (Pozzuoli - ITA-A1), Alessandra Visconti (Cagliari CUS - ITA-A1), Milica Jovanovic (Beşiktaş JK), Valentina Baldelli (Orvieto - ITA-A1), Irene Lepri (Milano - ITA-A2).

## Joueuses célèbres ou marquantes
- Simona Ballardini
- Milica Jovanovic
- Núria Martínez
- Chelsea Newton
- Nicole Ohlde
- Géraldine Robert
- Francesca Zara